# Nymphaea divaricata
Nymphaea divaricata ist eine Pflanzenart aus der Gattung der Seerosen (Nymphaea) innerhalb der Familie der Seerosengewächse (Nymphaeaceae). Diese Wasserpflanze kommt in Angola, Sambia und der Demokratischen Republik Kongo vor.

## Beschreibung

### Vegetative Merkmale
Nymphaea divaricata ist eine ausdauernde krautige Pflanze. Das längliche Rhizom ist 1–2 cm breit.
Die Laubblätter sind in Blattstiel und -spreite gegliedert. Die Blätter sind in der Regel submers. Nymphaea divaricata bildet nur selten Schwimmblätter aus. Die Blätter sind 8–24 cm lang.

### Generative Merkmale
Die gelben, rosafarbenen oder blauen, auf der Wasseroberfläche schwimmenden bis leicht darüber hinaus hervorstehenden Blüten weisen einen Durchmesser von 4–10 cm auf. Die vier spitzen, lanzettlichen oder eiförmig-länglichen Kelchblätter sind 2,6–4,5 cm lang und 0,8–1,2 cm breit. Die 12–15 spitzen, lanzettlichen oder stumpfen Blütenkronblätter sind gleich lang wie die Kelchblätter. Die 20 bis 30 Staubblätter besitzen am Konnektiv spitze Anhängsel. 12 bis 18 Fruchtblätter sind zu einem Fruchtknoten verwachsen mit kurzen Griffeln.

## Taxonomie
Die Erstbeschreibung von Nymphaea divaricata erfolgte 1931 durch John Hutchinson in Bulletin of Miscellaneous Information, S. 246. Das Artepitheton divaricata bezieht sich auf die Blattform.

## Vorkommen und Gefährdung

### Lebensraum
Nymphaea divaricata kommt in tiefen, langsam fließenden Gewässern, Flüssen, Seen und Tümpeln vor. Sie kommt zudem auch in nährstoffarmen Gewässern vor. In dem natürlichen Lebensraum bilden die submersen Blätter einen dichten bodendeckenden Bewuchs.

### Gefährdung
Da ungenügend Daten vorliegen ist Nymphaea divaricata in der Roten Liste der gefährdeten der IUCN als „Data Deficient“ (DD) eingetragen. Es ist eine seltene Art.